# Listă de politicieni israelieni de origine română
Aceasta este o listă a politicienilor israelieni de origine română:

## Originari din România
- Yitzhak Artzi
- Colette Avital
- Elyakim Badian
- Idov Cohen
- Ilan Ghilon
- Alex Goldfarb
- Shmuel Halpert
- Michael Harish
- Zvi Hendel
- Avraham Levenbraun
- Avraham Poraz
- Esther Salmovitz
- Avraham Yosef Schapira
- Yehuda Shaari
- Sara Marom Shalev
- Moshe Sharoni
- Reuven Sheri
- Yoash Tsiddon

## Originari din Basarabia
- Meir Argov
- Yitzhak Coren
- Avraham Granot
- Zvi Guershoni
- Baruch Kamin
- Avigdor Lieberman
- Ada Maimon
- Yehuda Leib Maimon
- Meir Zorea

## Originari din Bucovina
- Yitzhak Ben-Aharon
- Zeev Sherf
- Lia Șemtov